# Liolaemus espinozai
Liolaemus espinozai — вид ігуаноподібних ящірок родини Liolaemidae. Ендемік Аргентини.

## Поширення і екологія
Liolaemus espinozai мешкають на південному сході гірського масиву Сьєрра-дель-Аконкіха в провінції Катамарка. Вони живуть в піщаній місцевості, порослій кактусами і чагарниками. Зустрічаються на висоті від 2200 до 2800 м над рівнем моря. Живляться переважно мурахами, є живородними.